# Angelica Olmo
Angelica Olmo (Pavia, 18 giugno 1996) è una triatleta italiana.

## Biografia
Nel 2021 viene convocata e partecipa alla sua prima Olimpiade a Tokyo 2020 dove si ritira durante l'ultima frazione di corsa.